# 聖赫拿蝴蝶魚
聖赫拿蝴蝶魚，為輻鰭魚綱鱸形目蝴蝶魚科的其中一種。

## 分布
本魚僅分布在東南大西洋的聖赫勒拿島及阿森松島(Ascension)。

## 深度
水深0至25公尺。

## 特徵
本魚體呈方圓形，吻短。頭部有一深色條紋通過眼睛，體為銀白色，背鰭和臀鰭淺藍色，上半為黃色，尾鰭基部為黃色。背鰭硬棘13枚，背鰭軟條21至23枚；臀鰭硬棘3枚、臀鰭軟條19枚。體長可達18公分。

## 生態
本魚出現在淺水域，且成群的出現，肉食性。

## 經濟利用
可當作觀賞魚。